# Can Pasqualet
Can Pasqualet és un edifici del municipi de Vilassar de Mar (Maresme) que forma part de l'Inventari del Patrimoni Arquitectònic de Catalunya.

## Descripció
L'element inventariat és l'aparador i porta d'entrada d'un negoci que ocupava els baixos d'un edifici i resulta especialment interessant pel treball de la fusta d'ambdós elements, que daten dels inicis del segle xx.
Es pot considerar modernista. Al marc de fusta, que avui conté vidres transparents i incolors, s'utilitza fonamentalment la línia ondulant i sinuosa que canvia de direcció mitjançant línies suaus i evitant angles aguts.

## Història
Aquest diminutiu era aplicat a Pasqual Garcia Vives. Garcia havia fet, de jove, d'ajudant del mestre de l'escola de l'Ateneu Vilassanès que era per als fills dels socis de l'entitat. Quan deixà de fer d'ajudant de l'escola es dedicà a fer de transportista i de venedor de premsa. A tal efecte obrí aquesta papereria el 1917.